# Tu bije serce Europy! Wybieramy hit na Eurowizję 2023
La seconda edizione di Tu bije serce Europy! Wybieramy hit na Eurowizję si è svolta il 26 febbraio 2023 e ha selezionato il rappresentante della Polonia all'Eurovision Song Contest 2023 a Liverpool.
La vincitrice è stata Blanka con Solo.

## Organizzazione
Il 15 maggio 2022 l'emittente Telewizja Polska (TVP) ha dichiarato la disponibilità di ospitare l'Eurovision Song Contest 2023 nel caso in cui l'Ucraina, vincitrice dell'edizione 2022, non ne fosse in grado; il Regno Unito è stato poi confermato come paese ospitante. La partecipazione polacca all'edizione 2023 è stata formalmente confermata il 19 settembre 2022 insieme all'annuncio della seconda edizione di Tu bije serce Europy! Wybieramy hit na Eurowizję come programma di selezione del proprio artista. Gli artisti interessati hanno avuto modo di inviare le proprie proposte a partire dallo stesso giorno fino al 15 gennaio 2023; la scadenza è stata poi estesa al 10 febbraio.
La competizione si è tenuta in un'unica serata il 26 febbraio 2023 e ha visto 10 artisti sfidarsi per la possibilità di rappresentare la Polonia all'Eurovision Song Contest 2023. I risultati sono stati decretati da una combinazione di voto della giuria e televoto; in caso di spareggio, il voto della giuria ha prevalso.

### Giuria
La giuria è stata composta da:
- Edyta Górniak, cantante e rappresentante della Polonia all'Eurovision Song Contest 1994;
- Agustin Egurrola, coreografo;
- Aneta Woźniak, direttrice del palinsesto di TVP;
- Marcin Kusy, presidente della Polskie Radio Program I;
- Marek Sierocki, commentatore della Polonia all'Eurovision e Junior Eurovision Song Contest.

## Partecipanti
TVP ha annunciato i 10 artisti partecipanti e i relativi brani il 15 febbraio 2023.
| Artista            | Titolo          | Lingua           | Compositori |
| ------------------ | --------------- | ---------------- | --- |
| Ahlena             | Booty           | Inglese          | Magdalena Pawłowska, Maksymilian Niemczyk                                                                               |
| Alicja Szemplińska | New Home        | Inglese          | Chloe Martini, Alicja Szemplińska, Farrah Guenena                                                                       |
| Blanka             | Solo            | Inglese          | Maciej Puchalski, Mikołaj Trybulec, Bartłomiej Rzeczycki, Marcin Górecki, Blanka Stajkow, Maria Broberg, Julia Sundberg |
| Dominik Dudek      | Be Good         | Inglese          | Dominik Dudek, Mateusz Kotowski, Patryk Kumór, Dominic Buczkowski-Wojtaszek                                             |
| Felivers           | Never Back Down | Inglese, polacco | Miłosz Fergiński, Konrad Jażdżyk                                                                                        |
| Jan Majewski       | Champion        | Inglese          | Mikołaj Trybulec, Ashley Hicklin, Bastien Kaltenbacher, Marine Kaltenbacher                                             |
| Jann               | Gladiator       | Inglese          | Jan Rozmanowski |
| Kuba Szmajkowski   | You Do Me       | Inglese          | Adam Związek, Alexa Patt, Joanna Senieka, Kuba Szmajkowski, Thomas Karlsson                                             |
| Maja Hyży          | Never Hide      | Inglese          | Wojciech Stekla, Aleksandra Lewandowska                                                                                 |
| Natasza            | Lift U Up       | Inglese          | Jan Bielecki, Twan Ray, Natasza Urbańska                                                                                |

## Finale
La finale si è tenuta il 26 febbraio 2023 presso il Transcolor Studio a Szeligi, ed è stata presentata da Aleksander Sikora, Ida Nowakowska e Małgorzata Tomaszewska. L'ordine di uscita è stato reso noto il 20 febbraio 2023.
Durante la serata si sono esibiti come ospiti la Kalush Orchestra, vincitori dell'Eurovision Song Contest 2022, Stefania Liberakakis, rappresentante della Grecia all'Eurovision Song Contest 2020 e 2021, Efendi, rappresentante dell'Azerbaigian all'Eurovision Song Contest 2020 e 2021, Ochman, rappresentante della Polonia all'Eurovision Song Contest 2022, ed Edyta Górniak, rappresentante della Polonia all'Eurovision Song Contest 1994.
A vincere il voto della giuria e il televoto sono stati rispettivamente Blanka e Jann; una volta sommati i punteggi, Blanka è stata proclamata vincitrice avendo ottenuto 10 punti dal televoto contro i 7 di Jann dalla giuria.
| #  | Artista            | Titolo          | Punteggio | Punteggio | Punteggio | Punteggio | Posizione |
| #  | Artista            | Titolo          | Giuria    | Televoto  | Televoto  | Totale    | Posizione |
| -- | ------------------ | --------------- | --------- | --------- | --------- | --------- | --------- |
| 1  | Natasza            | Lift U Up       | 6         | 571       | 2         | 8         | 7         |
| 2  | Kuba Szmajkowski   | You Do Me       | 3         | 751       | 3         | 6         | 8         |
| 3  | Ahlena             | Booty           | 1         | 340       | 1         | 2         | 10        |
| 4  | Dominik Dudek      | Be Good         | 10        | 5 823     | 8         | 18        | 3         |
| 5  | Alicja Szemplińska | New Home        | 5         | 3 647     | 5         | 10        | 6         |
| 6  | Felivers           | Never Back Down | 8         | 4 123     | 6         | 14        | 4         |
| 7  | Maja Hyży          | Never Hide      | 2         | 857       | 4         | 6         | 9         |
| 8  | Jann               | Gladiator       | 7         | 18 665    | 12        | 19        | 2         |
| 9  | Blanka             | Solo            | 12        | 6 020     | 10        | 22        | 1         |
| 10 | Jan Majewski       | Champion        | 4         | 4 576     | 7         | 11        | 5         |

## Controversie
Dopo la vittoria di Blanka alla selezione, sono state mosse accuse all'emittente TVP e alla giuria per presunti accordi per favorire la vittoria dell'artista. Inoltre, i telespettatori hanno accusato la giuria di aver intenzionalmente sabotato Jann, secondo classificato della selezione, il che ha provocato richieste di annullamento dei risultati. Successivamente è emerso che Blanka e il giurato Allan Krupa, figlio di Edyta Górniak (presidente della giuria), si conoscevano personalmente, citando un possibile conflitto di interessi. Krupa ha successivamente risposto alle accuse, dichiarando che prima della finale non conosceva privatamente l'artista, pensando che fosse una delle ballerine, il che ha provocato un'ulteriore indignazione nei confronti di TVP per la pessima gestione della green room. Il successivo 28 febbraio cinque testate online polacche dedicate al concorso hanno presentato una petizione a TVP per la pubblicazione del numero di voti espressi per i singoli partecipanti che, insieme alla questione delle accuse di aver truccato i risultati, sarebbero stati esaminati da una società esterna indipendente. In seguito a vari solleciti, il successivo 9 marzo TVP ha dichiarato che l'emittente ha rispettato tutte le regole precedentemente pianificate per il concorso e che il voto è stato supervisionato da un notaio presente in studio durante la finale.
Nel giugno 2024, in seguito ad un processo legale tra OGAE Polonia e TVP, il tribunale amministrativo del Voivodato di Varsavia ha ordinato all'emittente di pubblicare i risultati dettagliati, che sono stati considerati informazioni pubbliche. I risultati dettagliati del televoto sono stati pubblicati da OGAE Polonia il successivo 6 dicembre.